# Ù̱
Ù̱ (minuscule : ù̱), appelé U accent grave macron souscrit, est une lettre latine utilisée dans l’écriture du kiowa.

## Utilisation
En kiowa écrit avec l’orthographe McKenzie, le ‹ Ù̱, ù̱ › représente le même son que la lettre U, le macron souscrit indiquant la nasalisation et l’accent grave indiquant le ton bas.

## Usage informatique
Le U accent grave macron souscrit peut être représenté avec les caractères Unicode suivants : 
- précomposé et normalisé NFC (supplément latin-1, diacritiques) :

| formes    | représentations | chaînes de caractères | points de code | descriptions                                                       |
| --------- | --------------- | --------------------- | -------------- | ------------------------------------------------------------------ |
| capitale  | Ù̱               | Ù◌̱                    | U+00D9 U+0331  | lettre majuscule latine u accent grave diacritique macron souscrit |
| minuscule | ù̱               | ù◌̱                    | U+00F9 U+0331  | lettre minuscule latine u accent grave diacritique macron souscrit |

- décomposé et normalisé NFD (latin de base, diacritiques) :

| formes    | représentations | chaînes de caractères | points de code       | descriptions                                                                   |
| --------- | --------------- | --------------------- | -------------------- | ------------------------------------------------------------------------------ |
| capitale  | Ù̱               | U◌̱◌̀                   | U+0055 U+0331 U+0300 | lettre majuscule latine u diacritique macron souscrit diacritique accent grave |
| minuscule | ù̱               | u◌̱◌̀                   | U+0075 U+0331 U+0300 | lettre minuscule latine u diacritique macron souscrit diacritique accent grave |